# Rumphella suffruticosa
Rumphella suffruticosa is een zachte koraalsoort uit de familie Plexauridae. De koraalsoort komt uit het geslacht Rumphella. Rumphella suffruticosa werd in 1846 voor het eerst wetenschappelijk beschreven door Dana. 